# Gerhard Probst

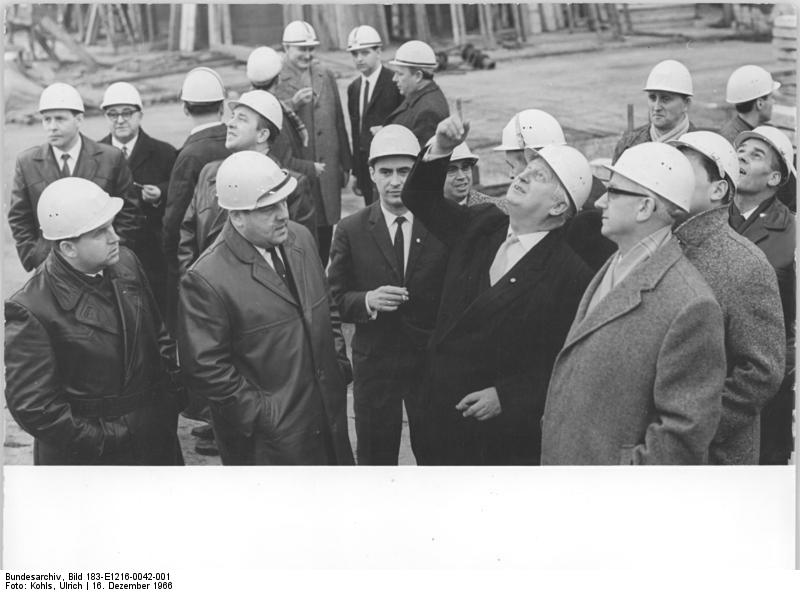
Auf der Baustelle des Berliner Fernsehturms erläutert bei einem Besuch des stellvertretenden Ministers für Post- und Fernmeldewesen, Gerhard Probst (rechts) am 16. Dezember 1966 der Chefingenieur Professor Gerhard Frost (2. von rechts) die Weiterführung der Arbeiten.

Gerhard Probst (* 1. Oktober 1912 in Beiersdorf, Oberlausitz; † 21. Februar 2002 in Berlin) war ein deutscher Rundfunkfunktionär und stellvertretender Minister für Post- und Fernmeldewesen der DDR.

## Leben
Probst, Sohn eines Schlossers, erlernte nach dem Besuch der Volksschule den Beruf des Feinmechanikers, besuchte die Fachschule für Feinmechanik und Elektrotechnik in Dresden und qualifizierte sich zum Ingenieur. Probst war Mitglied des Arbeiter-Radiobundes.
Von 1946 bis 1951 war er Toningenieur und Technischer Leiter beim MDR, Landessender Dresden. Im Mai 1951 wurde Gerhard Probst von Hans Mahle nach Berlin beordert, wo er ab 15. Mai 1951 als Chefingenieur die Leitung der Hauptabteilung Technik bei der Generalintendanz des Rundfunks antrat. Das schloss die technische Verantwortung für das neue Fernseh-Sendezentrum in Berlin-Adlershof ein. Außer mit der studiotechnischen Begleitung der III. Weltfestspiele der Jugend und Studenten war Probst von der Generalintendanz mit dem Neubau eines Hörfunk-Sendezentrums in Berlin-Oberschöneweide in der Nalepastraße beauftragt worden. Als einen geeigneten Architekten hierfür schlug Gerhard Probst den Architekten Franz Ehrlich vor.
Von 1956 bis 1974 war er stellvertretender Minister für Post und Fernmeldewesen, Bereich Rundfunk und Fernsehen. In seiner Amtszeit wurde ab 1. Juli 1956 für alle technischen Mitarbeiter von Rundfunk und Fernsehen der DDR ein eigener Personalbereich eingeführt, der sie mit Diensträngen und für Festtagsanlässe mit Uniformen zu Angestellten des Ministeriums von Post und Fernmeldewesen machte.
Im Oktober 1969 wurde in Probsts Ära in der DDR das Farbfernsehen eingeführt, das anders als in der Bundesrepublik das in Frankreich und der UdSSR übliche SECAM-System verwendete.
Probst war zudem Vorsitzender der Technischen Kommission der Organisation Internationale de Radiodiffusion et de Télévision (OIRT).
Probst war Mitglied der SED.

## Auszeichnungen
- Vaterländischer Verdienstorden in Bronze (1959) und in Silber (1969)
- Orden Banner der Arbeit (1972)